# Konice (Znojmo)

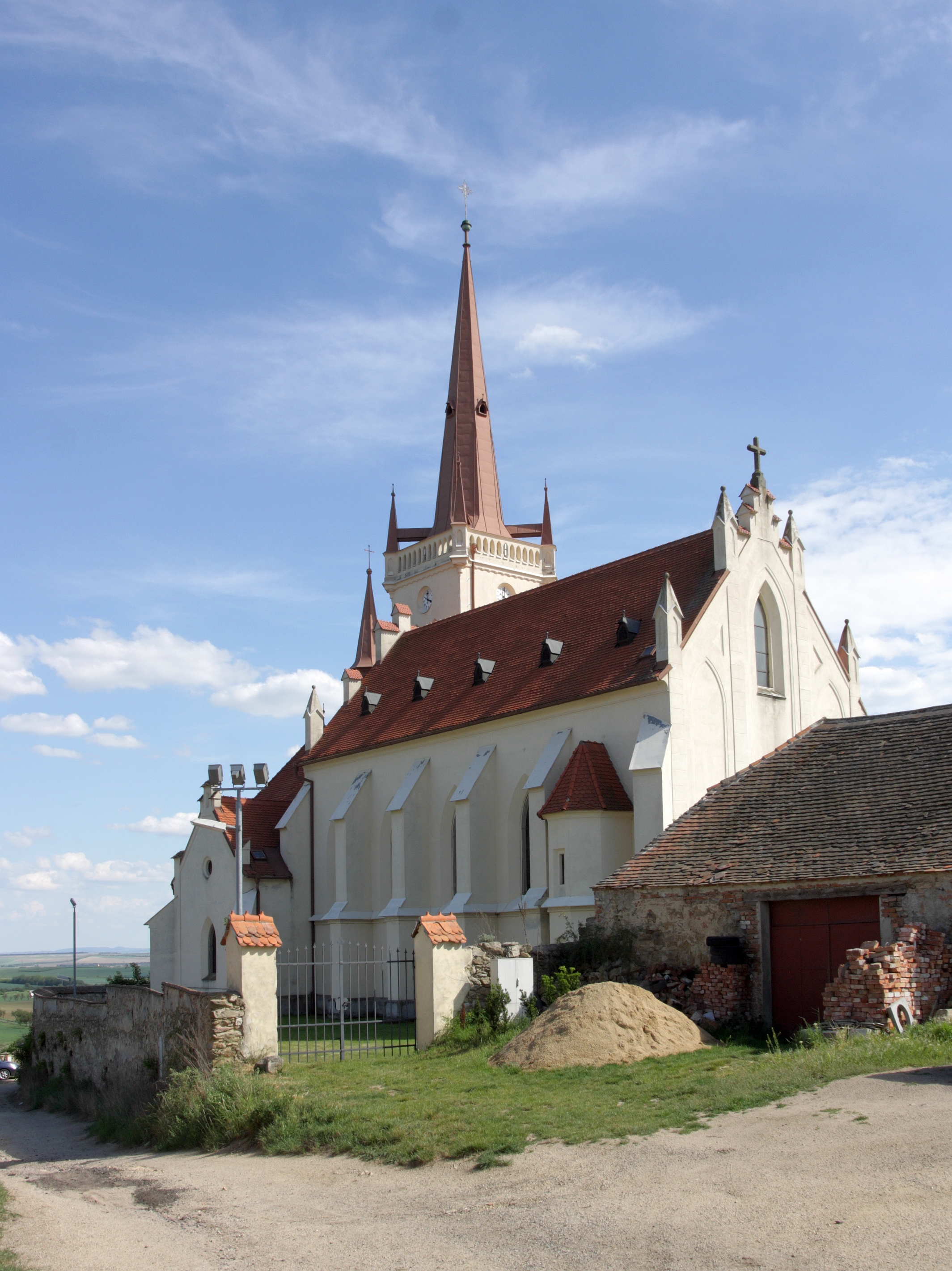
Kirche Jakobus des Älteren

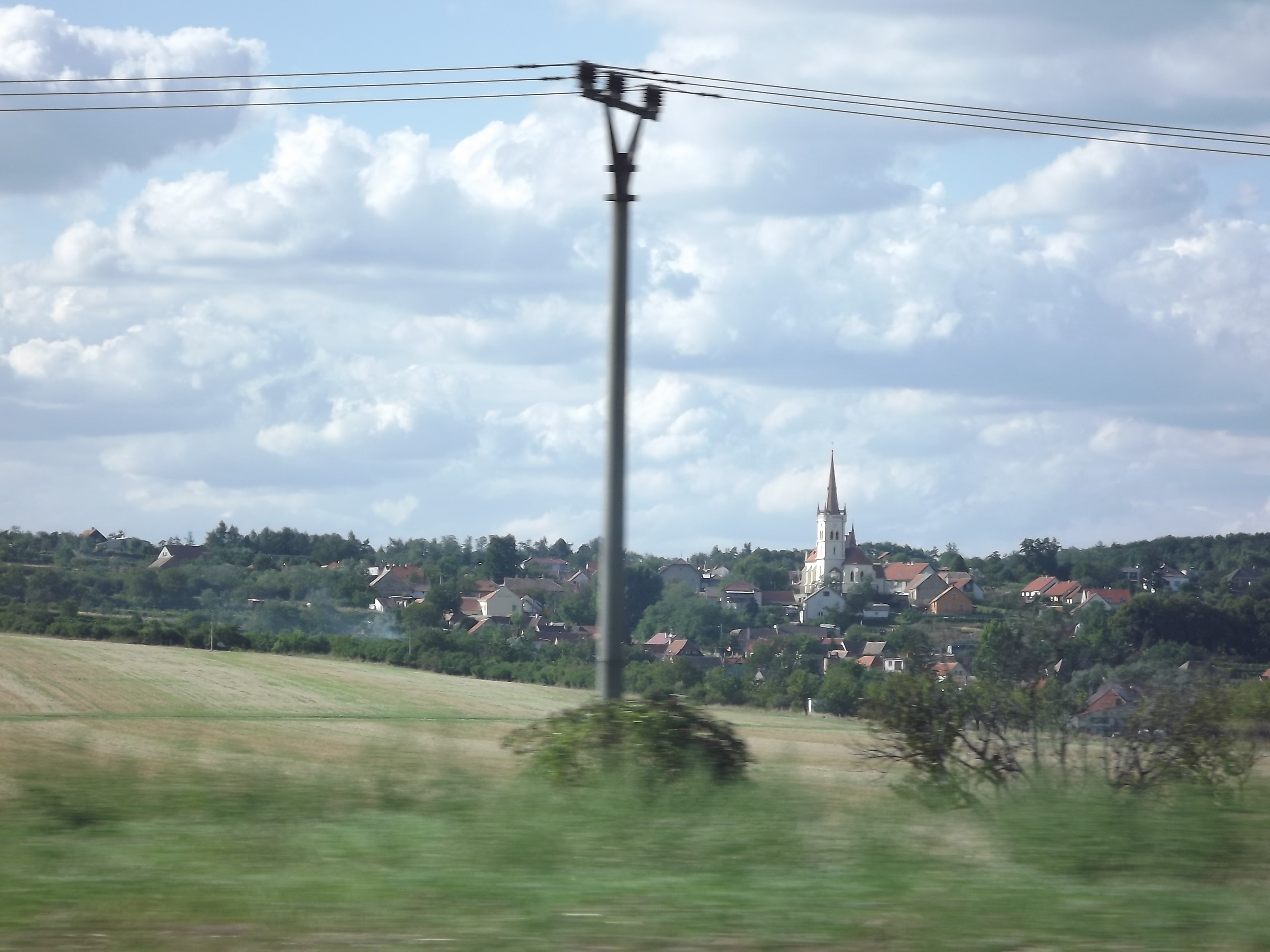
Blick aus der Eisenbahn auf Konice

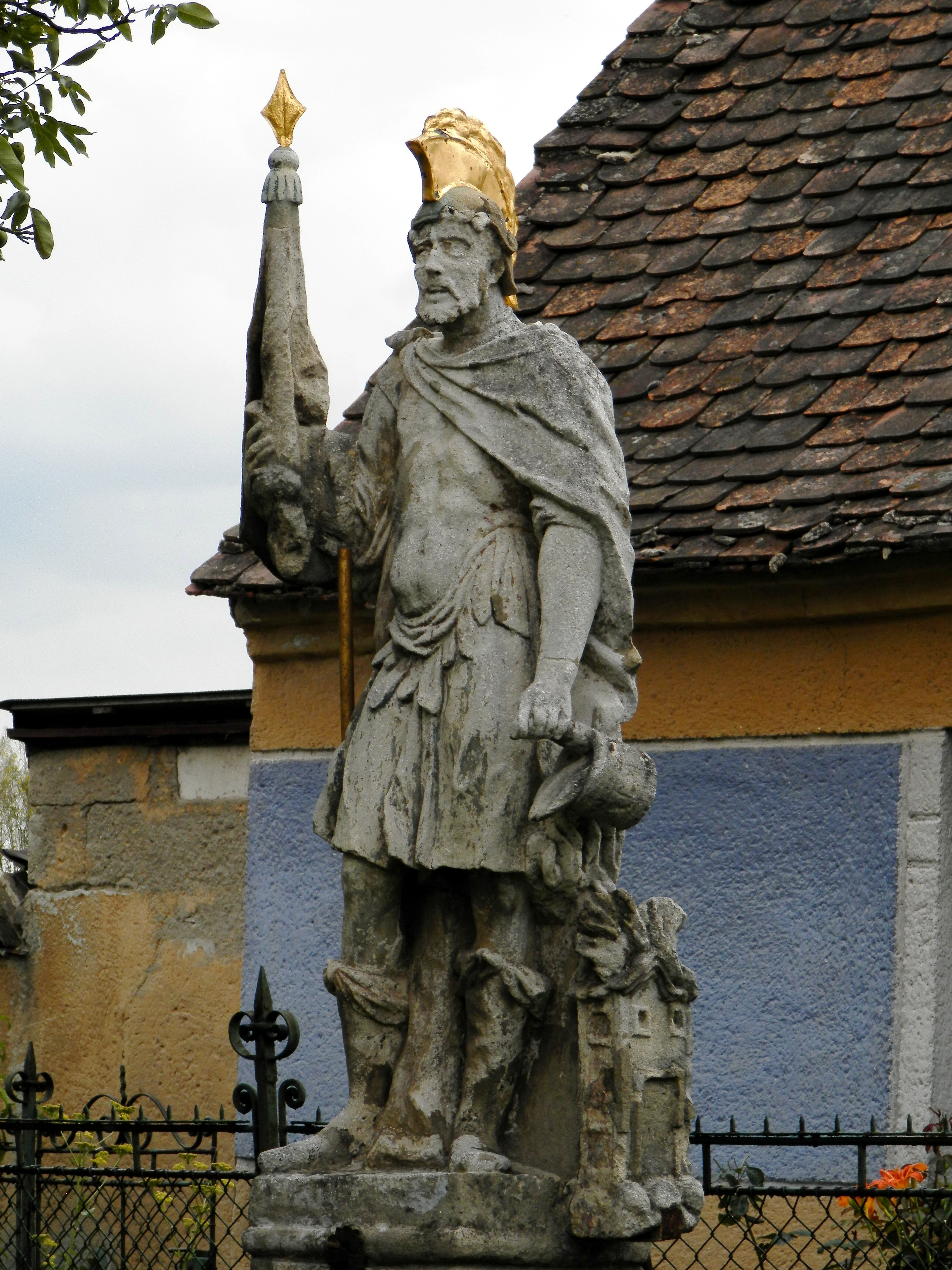
Statue des hl. Florian

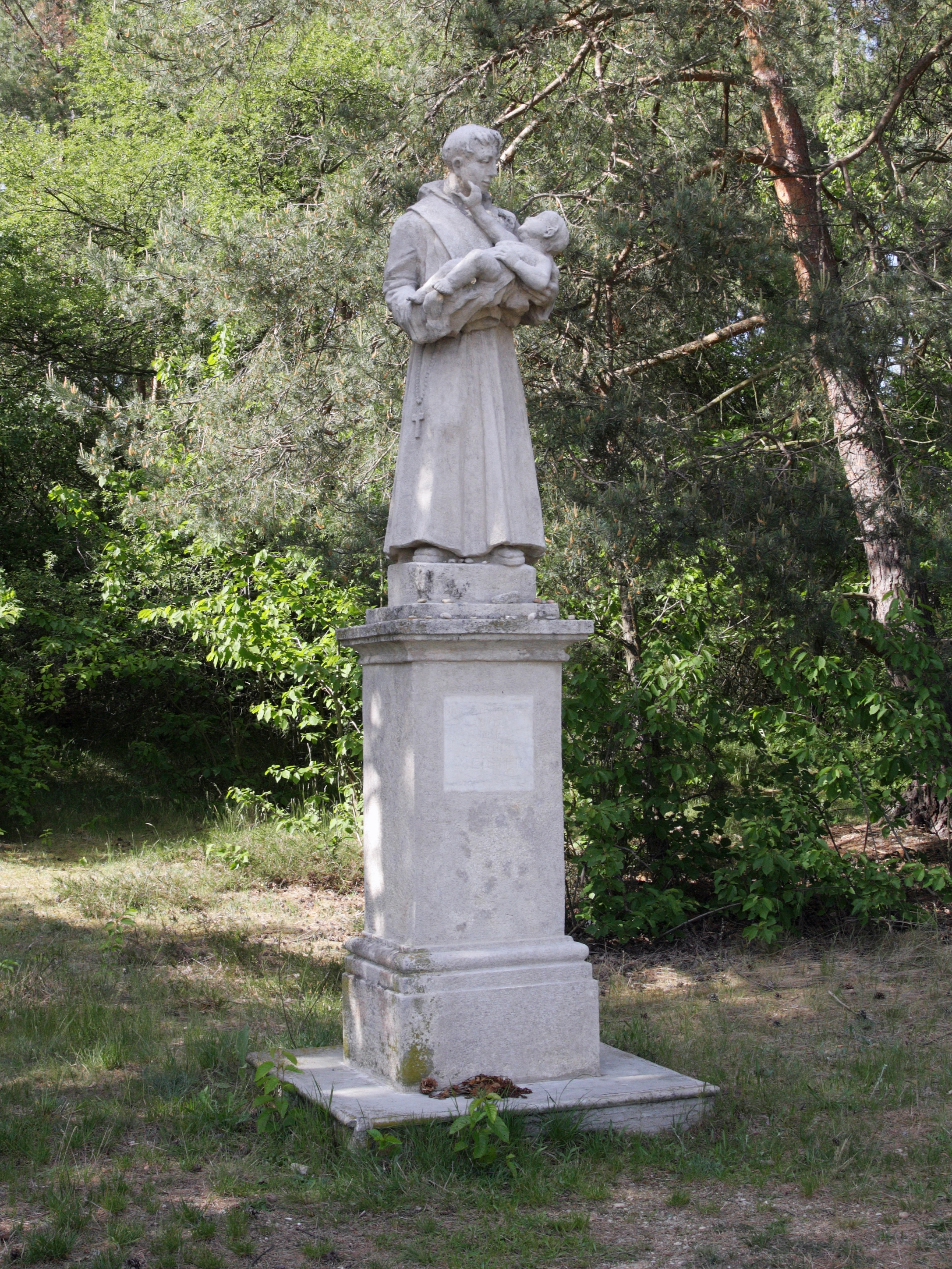
Statue des Antonius von Padua

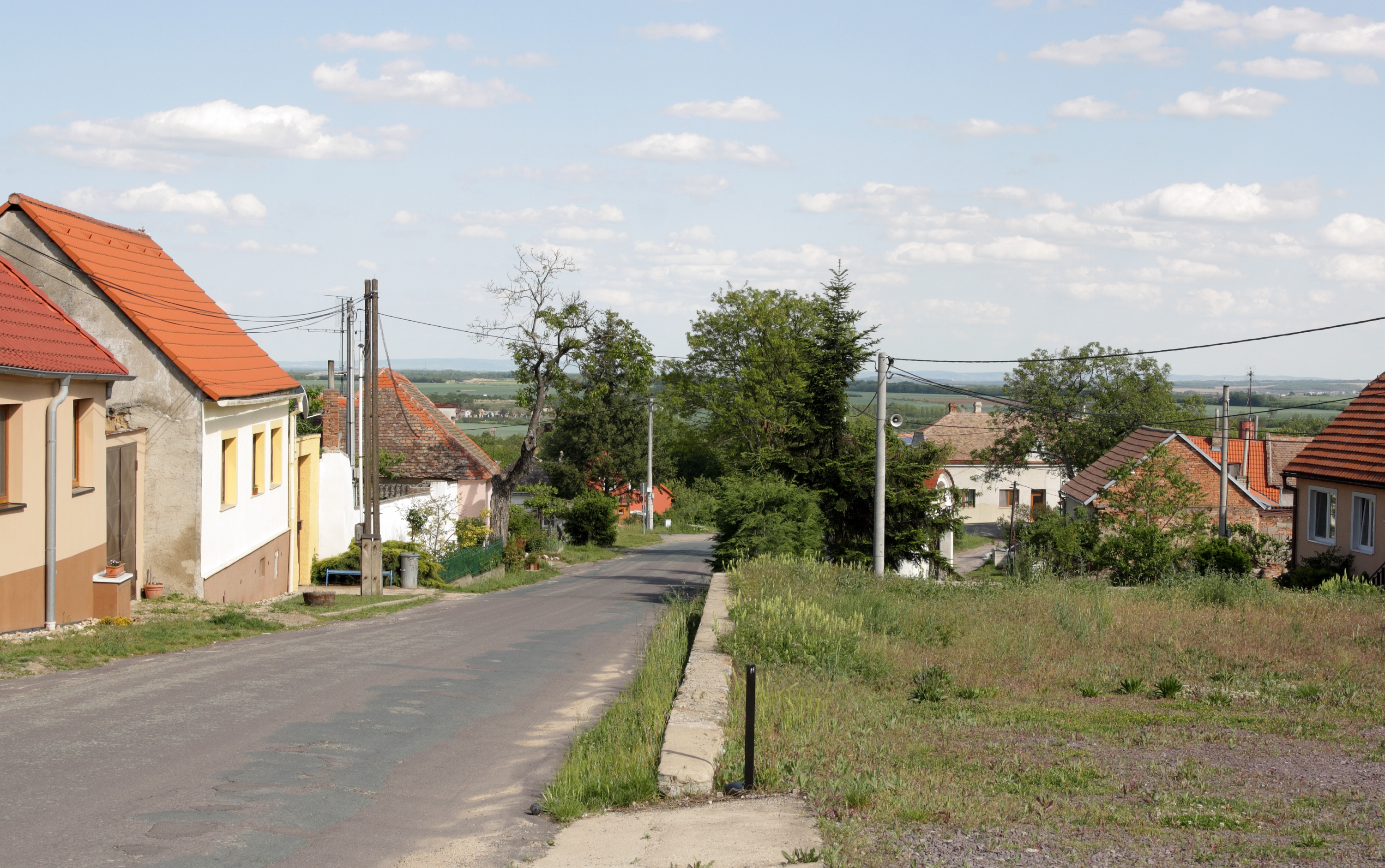
Unteres Ende des Dorfangers

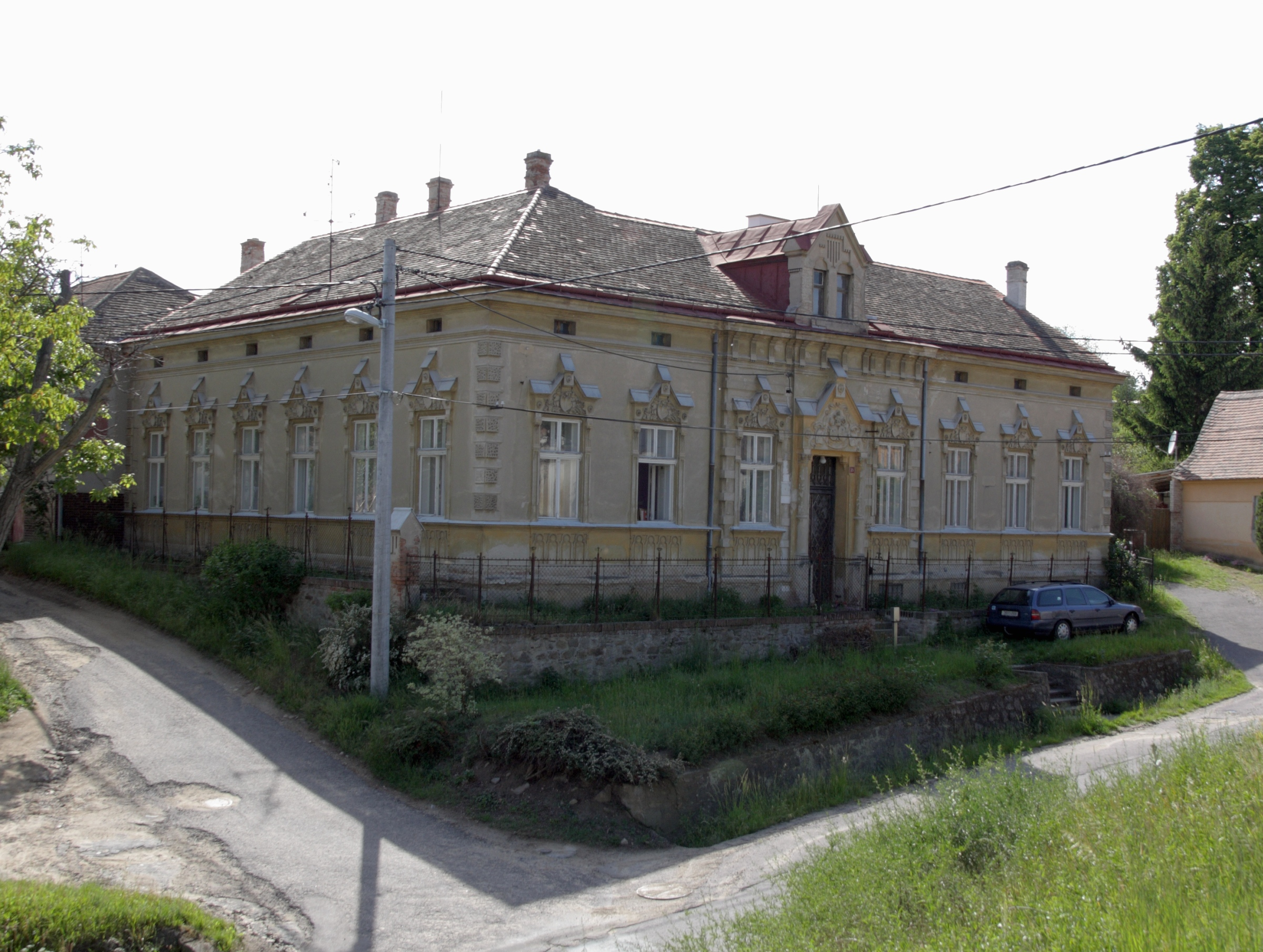
Pfarrhaus

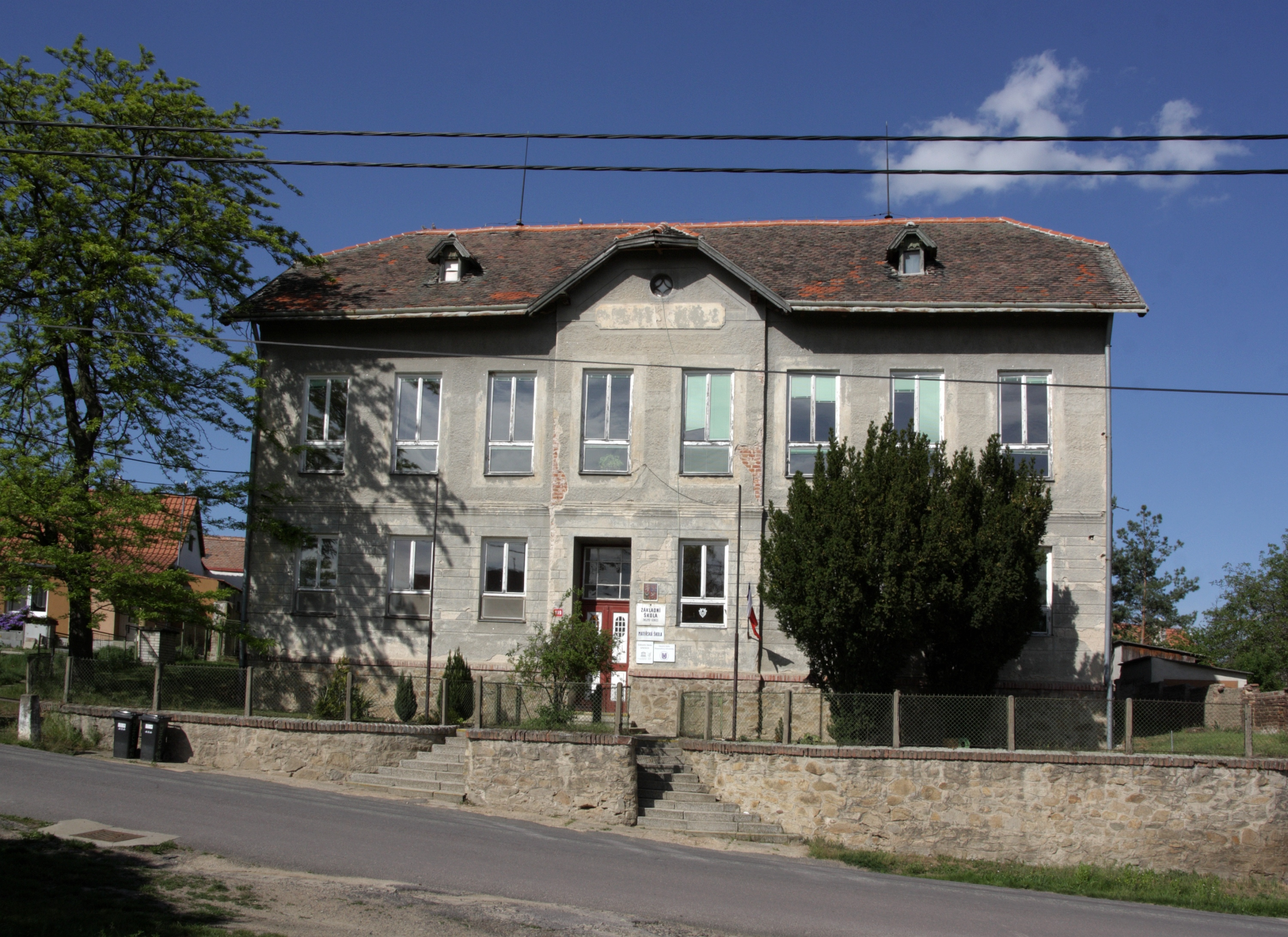
Schule

Konice (deutsch Deutsch Konitz) ist ein Ortsteil der Stadt Znojmo in Tschechien. Er liegt vier Kilometer südwestlich des Stadtzentrums von Znojmo und gehört zum Okres Znojmo.

## Geographie
Konice befindet sich rechtsseitig über dem mit dem Stausee Znojmo gefluteten Kerbtal der Thaya am Rande des Nationalparks Podyjí in der Znojemská pahorkatina (Znaimer Hügelland). Das insbesondere im Nordosten und Südwesten von ausgedehnten Weinlagen umgebene Dorf liegt am Südhang des Kuhbergrückens. Nördlich erheben sich die Stará hora (Altenberg) und die Kraví hora (Kuhberg, 347 m n.m.), im Südosten der Sáh (Goldberg), südlich der Na Skaliskách (Spielberg, 326 m n.m.) und der Pustý kopec bzw. Na Dalekých (Dürrehügel, 264 m n.m.) sowie im Nordwesten der Nad Novou cestou (Neuwegberg, 374 m n.m.). Gegen Westen erstreckt sich der Trausnitzer Grund (Trouznické údolí). Östlich des Dorfes verläuft die Bahnstrecke Wien–Retz–Znojmo, der nächste Haltepunkt ist Znojmo-Nový Šaldorf.
Nachbarorte sind Hradiště sv. Hypolita im Norden, Údolí Dyje, Znojmo und Louka im Nordosten, Sedlešovice und Nový Šaldorf im Osten, Vrbovec und Chvalovice im Südosten, Šatov im Süden, Popice im Südwesten sowie Podmolí, Mašovice und Andělský Mlýn im Nordwesten.

## Geschichte
Archäologische Funde belegen eine kleine jungsteinzeitliche Siedlung auf den Fluren von Konice. Das heutige Dorf entstand wahrscheinlich während der mittelalterlichen Kolonisation des mährischen Grenzlandes im 12. Jahrhundert durch deutsche Siedler, in diese Zeit lassen sich auch Keramikfunde im unteren Teil des Dorfes datieren. Der Legende nach sollen die Siedler das Dorf ursprünglich auf dem Pustý kopec (Dürrehügel) angelegt und diesen Standort bald wieder wegen Wassermangels aufgegeben haben. Konice wurde als Längsangerdorf entlang eines kleinen Baches zwischen dem Hühnerberg und dem Altenberg angelegt. Im Gegensatz zu den früher gegründeten Dörfern war Konice nur mit geringem Grund und wenig landwirtschaftlicher Fläche ausgestattet. Als der deutsche König Rudolf I. im Jahre 1278 nach der Schlacht bei Dürnkrut die Privilegien von Znaim bestätigte und erweiterte, schenkte er der Stadt zugleich einen Wald am Kuhberg zur Abholzung. Auf dessen Areal zwischen Konice, Edelspitz und Znaim ließ die Stadt ausgedehnte Weingärten anlegen.
Die erste schriftliche Erwähnung des zum Kloster Bruck gehörigen Dorfes Konitz erfolgte am 1. September 1302 in einer Schenkungsurkunde des Abtes Dietrich. In einer weiteren Urkunde des Klosters vom 30. August 1330 wurde das Dorf als Canicz bezeichnet. Aus dem Znaimer Urbar von 1363 geht hervor, dass Canicz aus einem Dutzend Häusern bestand. An den Sandsteinhängen des Kuhbergrückens wurde intensiver Weinbau betrieben; neben der Znaimer Weinlage Kuhberg, die sich gegen Nordosten erstreckte, befanden sich nördlich des Dorfes mit dem Altenberg und südlich mit dem Spielberg weitere Lagen. Seit dem 14. Jahrhundert ist auch ein hölzernes Kirchlein nachweislich. Im 15. Jahrhundert erwarb das Kloster Seelau Canicz, das zu dieser Zeit wahrscheinlich eine eigene Pfarre bildete. Ein großer Weingarten bei Canicz befand sich jedoch im Besitz der Stadt Znaim und des Znaimer Clarissinnenklosters. Im Jahre 1497 weitete König Vladislav II. Jagiello das Znaimer Stadtrecht auf die Weinberge bei Gnadlersdorf, Kaidling und Canicz aus. Der Brucker Abt Michael Freytag trat seine Caniczer Pfründe 1577 an den Poppitzer Pfarrer und den Seelauer Abt ab. 1590 wurde das Kloster Seelau durch den Strahover Abt Jan Lohelius wiedergegründet. 1591 überließ die Stadt Znaim der Gemeinde Kanitz einen Teil des Kuhberges gegen eine jährliche Zahlung von fünf Talern. Zu dieser Zeit war Kanitz mit einer Wehrmauer umgeben und durch vier Tore zugänglich. Im Jahre 1622 konnten die Prämonstratenser des Klosters Strahov die entzogenen Seelauer Güter von Marie Trčka von Lípa für den Orden zurück erwerben. Während des Dreißigjährigen Krieges erlosch um 1630 die Pfarre in Kanitz, die Gottesdienste versahen nachfolgend Znaimer Pfarrer. Im Jahre 1632 errichtete Albrecht von Waldstein auf dem Kuhberg das Hauptlager seiner neuen Armee. Kanitz hatte zu dieser Zeit ca. 130 Einwohner. Als das Stift Seelau 1643 wieder selbständig wurde, verblieben die Güter Niklowitz und Kanitz beim Stift Strahov. Nach dem Ende des Krieges lag ein Teil des Dorfes wüst, auch die Weingärten erreichten nie wieder ihre frühere Ausdehnung. Im Jahre 1656 überließen die Strahover Prämonstratenser ihre mährischen Güter für einige Zeit der Abtei Bruck, fortan übernahmen die Brucker Prämonstratenser die Seelsorgeaufgaben in Kanitz. Zwischen 1673 und 1713 führten die Stadt Znaim und die Gemeinde Kanitz mit der Propstei Pöltenberg einen Streit um die Fischerei in der Thaya. Die Gemeinde Kanitz beanspruchte dabei die Fischereirechte am rechten Thaya-Ufer zwischen der Trausnitzer Mühle (Čekanovický mlýn) und dem ehemaligen Eselshäuschen gegenüber dem Rabenstein bzw. Riesenkopf (Obří hlava) oberhalb von Znaim, wo die Wiesen zur Gemeinde gehörten. 1713 sprach das mährische Landesgericht der Propstei auf diesem Abschnitt die Fischerei auf beiden Ufern zu.
Im Jahre 1680 starben zahlreiche Einwohner beim Ausbruch der Pest. 1683 übernahm das Stift der regulierten Chorherren Prämonstratenser-Ordens zu Strahov die Güter Niklowitz und Kanitz wieder in eigene Verwaltung und vereinigte sie mit dem neu erworbenen Gut Ober-Dannowitz. Die Kanitzer Kirche unterstand formell dem Niklowitzer Pfarrer, die Gottesdienste hielten aber weiterhin die Ordensbrüder aus dem Kloster Bruck. Seit dem Beginn des 18. Jahrhunderts setzte sich Teutsch-Konitz bzw. Deutsch-Konitz als Ortsname durch. Das Dorf wurde in dieser Zeit stark erweitert; im gesamten unteren Teil des Dorfes wurden die großen Parzellen in Bauplätze aufgeteilt, auf denen neue Häuser mit Weinkellern entstanden. Am oberen Ende des Dorfes wurden drei neue Häuserreihen errichtet. Dadurch wuchs die Zahl der Häuser von 44 auf 100 und die Einwohnerzahl stieg auf 500 an. Da sich ein Wassermangel abzeichnete, wurde der Bau weiterer Häuser nicht gestattet. Zu Wasserversorgung der neuen Häuser wurde beim Haus Nr. 59 ein Brunnen gegraben. Zu dieser Zeit wurde am Hauptzufahrtsweg ein herrschaftlicher Stadel errichtet.
1712 erfolgte der Bau einer neuen barocken Kirche mit drei Altären, Turmuhr und einer kleinen Orgel aus Hohenberg. Die Wandfresken schuf der Znaimer Maler Adalbert Radda, die Seitenaltäre waren den hll. Anna und Barbara geweiht. Im Jahre 1719 starben bei einer Epidemie 57 Einwohner. In Teutsch-Konitz lebten in dieser Zeit zahlreiche Juden; im Oberdorf trug eine Straße fast 300 Jahre den Namen Judengasse. Während des Österreichischen Erbfolgekrieges waren in dem Dorf Anfang 1742 600 Preußische Soldaten des Glasenappschen Regiments einquartiert. Am 23. Februar 1742 erhob deren Kommandeur, Major von Kameke, von seinem Lager in Teutsch-Konitz Kontribution von der Stadt Retz. Am 10. September 1763 stiftete der Strahover Abt Gabriel Kašpar in Teutsch-Konitz eine Pfarre, die de facto eine Lokalie von Niklowitz war; am 23. September wurde das Pfarrhaus fertiggestellt, das den Prämonstratenser-Chorherrn zugleich als Herrenhaus diente. Die neue Pfarre unterstand formell dem Niklowitzer Pfarrer, tatsächlich wurden sämtliche geistlichen Handlungen weiterhin von den Brucker Prämonstratensern durchgeführt. 1781 zerstörte ein Großbrand 34 Häuser.
Nachdem 1784 das Kloster Bruck im Zuge der Josephinischen Reformen aufgelöst worden war, wurde die Kirche in Teutsch-Konitz von der Pfarre Niklowitz abgetrennt und damit auch tatsächlich zur Pfarrkirche erhoben, die Verwaltung der Pfarrei erfolgte nunmehr direkt vom Stift Strahov aus. Nachfolgend wirkten in dem rein deutschsprachigen Dorf in Südmähren tschechische Priester aus dem böhmischen Landesinnern als Pfarradministratoren. Der Schulunterricht wurde anfänglich im Haus von Isidor Mahr, danach in einem Zimmer des Herrenhauses abgehalten. Der Lehrer wurde von der Obrigkeit für seine Dienste mit acht Metzen Getreide bzw. einem Eimer Wein bezahlt, er war zugleich auch als Gemeindeschreiber, Organist und Chorleiter tätig; den Haupterwerb bezog er aus seinem Bierschank und Kolonialwarenladen. In den folgenden Jahren war das Dorf wiederholt von Ortsbränden betroffen. 1786 brannten 30 Häuser ab, im Jahre 1793 34 Häuser und 1798 23 Häuser. 1793 lebten in der Gemeinde 543 Personen. Im Jahre 1798 kauften die Obrigkeit und die Gemeinde die Brandstätte einer Chaluppe neben dem Pfarrhaus und errichteten auf dem Grund ein Schulhaus. Beim Durchzug Napoleonischer Truppen erlitt die Gemeinde größere Schäden. Am 8. Juni 1808 brach in Teutsch-Konitz ein verheerendes Großfeuer aus, das 49 Häuser, die Kirche, das Pfarrhaus sowie die Schule erfasste; dabei gingen sämtliche historischen Schriftstücke verloren. 1809 besetzten die Franzosen das Dorf erneut und hinterließen Schäden von über 23.500 Wiener Gulden. Durch die finanzielle Not in Folge der Kontributionsleistungen konnte erst 1811 mit dem Wiederaufbau der abgebrannten Gebäude begonnen werden. 1811 entstanden die neue St. Jakobus-Kirche und ein neues Schulhaus mit Lehrerwohnung. Das älteste Ortssiegel stammt von 1831; es zeigt im oberen Teil den hl. Norbert und darunter einen Rebzweig mit zwei Trauben neben einem Winzermesser. Die Umschrift lautet: SIGILLDER: GEMEINDE: DEUTSCHKONITZ: BEY ZNAIM 1831.
Im Jahre 1834 umfasste das Gut Teutsch-Konitz 6 Joch 375 Quadratklafter Dominikalland und 679 Joch 56 Quadratklafter Rustikalland. Die Bevölkerung lebte vornehmlich vom Wein-, Obst- und Gemüsebau, im Schnitt wurden jährlich 775 Eimer Wein erzeugt. Die günstigen klimatischen Verhältnisse ließen die Kirschen und Pfirsiche an den Hängen um Teutsch-Konitz und Poppitz früher als in anderen Orten des Znaimer Kreises reifen. Das Dorf Teutsch-Konitz bzw. Konice německe bestand aus 102 Häusern mit 569 Einwohnern. Unter obrigkeitlichem Patronat standen die zum Dekanat Znaim gehörige und mit Ordenspriestern der Abtei Strahov besetzte Pfarrkirche des hl. Jakobus des Großen sowie die Schule. Amtsort war Niklowitz. Die 1836 von der Znaimer Bürgerschaft und der Verwaltung der Znaimer städtischen Landgüter geäußerten Zweifel an der Rechtsmäßigkeit des seit 1591 bestehenden Erbpachtverhältnisses am Kuhberg führten zu einem kurzzeitigen Zerwürfnis mit der Stadt Znaim, das aber bald wieder beigelegt wurde. Bis zur Mitte des 19. Jahrhunderts blieb Teutsch-Konitz Teil der vereinigten Stiftsgüter Niklowitz, Ober-Dannowitz und Teutsch-Konitz.
Nach der Aufhebung der Patrimonialherrschaften bildete Deutsch-Konitz / Německé Kounice ab 1849 formell eine Gemeinde im Gerichtsbezirk Znaim. Zwar war im Jahr zuvor das Amt des Ortsrichters und die Zehntverpflichtung an das Stift Strahov vergeben worden; jedoch behinderte das Stift den Aufbau einer kommunalen Selbstverwaltung. Erst 1864 wurde in Deutsch-Konitz ein Bürgermeister gewählt; der erste Amtsinhaber, Leopold Mahr, übte das Amt 18 Jahre aus. Der herrschaftliche Stadel am Ortsrand verlor seine Funktion und wurde dem Verfall überlassen. Das Gemeindesiegel wurde vereinfacht; um eine Weintraube mit Blatt und Stiel befand sich im Hochoval die Umschrift GEMEINDEAMT-DEUTSCH-KONITZ. Während des Deutschen Krieges 1866 floh die Bevölkerung mit ihrem Vieh vor den preußischen Truppen in die Poppitzer Wälder, die Wertgegenstände und Lebensmittel waren zuvor in den Vorrats- und Weinkellern vergraben worden. 1868 wurde die Gemeinde Teil des Bezirkes Znaim. Im Jahre 1869 stifteten Pilger aus Deutsch-Konitz in der Wallfahrtskirche Maria Trost zu Brünnl der Jungfrau Maria ein Bild zum Dank für die über 60-jährige Verschonung des Dorfes vor Bränden, während die umliegenden Orte in dieser Zeit, teils mehrfach niederbrannten. Auf dem Gemälde ist dargestellt, wie der Brand von 1808 sich von Norden her in Deutsch-Konitz ausbreitete; darüber sind im oberen Teil die Patrone Jakobus der Ältere, Maria mit dem Jesuskind umgeben von vier Engeln sowie der das Feuer löschende hl. Florian dargestellt. Im unteren Teil des Bildes befand sich eine deutschsprachige Dankesinschrift.
Mit dem Bau des Thayaviadukts hielt zwischen 1869 und 1871 der technische Fortschritt im ländlichen Randgebiet von Znaim Einzug. Die Quader für den rechten Brückenpfeiler wurden in einem Steinbruch auf dem Kataster von Deutsch-Konitz gewonnen, die Bausteine für die anderen Pfeiler wurden bei Pöltenberg gebrochen. Einige der aus Carrara und Kalabrien stammenden Steinmetzen wohnten in Deutsch-Konitz. Nach der Inbetriebnahme der Nordwestbahn zog es etliche junge Leute aus dem Dorf nach Wien, nur wenige kehrten zurück. Als tschechischer Ortsname wurde seit den 1870er Jahren Německé Konice verwendet. Nach 1890 erreichte die sich von Schattau aus über Südmähren ausbreitende Reblaus auch das Kuhberggebiet. Sukzessive wurden sämtliche Weingärten gerodet; die damit ihrer Existenzgrundlage beraubten Weinbauern mussten sich bis zur Anpflanzung neuer Rebstöcke von Ackerbau und Viehzucht ernähren. Zur Beseitigung des Mangels an Ackerland gelang es den Ortsvorstehern, das Gebiet Dürnbach von der Gemeinde Kaidling abzukaufen. Damit vergrößerte sich das Gemeindegebiet auf über 200 ha, die jedoch nicht zusammenhängend waren. Deshalb erfolgte die Bildung von zwei Katastralbezirken; Deutsch-Konitz I – die Fluren des Dorfes – und Deutsch-Konitz II – die Fluren von Dürnbach. Im Jahre 1880 hatte das Dorf 507 Einwohner. Zehn Jahre später lebten in dem Ort 498 Personen, davon waren 496 Deutsche und zwei Tschechen. 1899 entstand eine Ortsgruppe des Bundes der Deutschen Südmährens, außerdem bestand im Dorf ein Burschenverein. Zu dieser Zeit bestand das Dorf aus 106 Häusern; im Oberdorf standen drei Häuserreihen und im Unterdorf zwei. Beim Zensus von 1900 lebten in Deutsch-Konitz 489 Personen, davon waren 487 Deutsche und zwei Tschechen. Der Friedhof um die Kirche wurde 1901 auf Anordnung der Bezirkshauptmannschaft Znaim wegen Überbelegung aus hygienischen Gründen geschlossen, da sich die frischen Gräber zu nahe an den umliegenden Wohnhäusern befanden. 1903 wurde hinter den Häusern Nr. 92 und 93 im unteren Teil des Dorfes in der Flur Lehmgrube der neue Friedhof angelegt. Im Jahr zuvor war das alte Pfarrhaus durch einen Neubau, der an einer Giebelseite mit dem benachbarten Schulhaus verbunden wurde, ersetzt worden. Der Schattauer Prälat Leonhard Knopp weihte am 13. Oktober 1902 das Pfarrhaus. Die Kosten für beide Baumaßnahmen trug das Stift Strahov, die Unterhaltungskosten fielen der Gemeinde zu. Zu dieser Zeit war auch die Kirche stark baufällig geworden, außerdem war sie für die in den knapp 100 Jahren seit dem Bau angewachsene Gemeinde zu klein. Der Strahover Abt Metoděj Zavoral beabsichtigte zu Beginn des Jahres 1907 deshalb auch den Bau einer neuen Kirche, die zum 60. Regierungsjubiläum von Kaiser Franz Joseph I. geweiht werden sollte. Diese Pläne stießen auf den Widerstand von Denkmalschützern, die den Abriss der Kirche als unnötig betrachteten. Ein weiteres Hindernis war, dass der vergrößerten Kirche die Grundstücksgrenzen zu nah lagen und sich die vorgeschlagene Drehung des Presbyteriums um die Längsachse des Neubaus als nicht machbar erwies. Am 2. Oktober 1907 genehmigte die Bezirkshauptmannschaft schließlich das Projekt mit der Auflage, dass sich die Gemeinde mit 10.000 Kronen an den Baukosten beteiligt, den Transport des Baumaterial organisiert und die Hilfsarbeiten durchführt. Da durch die Verzögerungen die Fertigstellung des Kirchenbaus als Gedenkbau für Franz Joseph I. unmöglich geworden war, wurde der Baubeginn auf Frühjahr 1908 verschoben. Für die Gottesdienste während der Bauzeit wurde auf dem Friedhof ein hölzernes Kirchlein errichtet. Am 3. Oktober 1909 weihte Bischof Paul Graf Huyn die neue Kirche. Im Jahre 1910 lebten in den 115 Häusern des Dorfes 474 Einwohner, die mit Ausnahme von drei Tschechen sämtlich zur deutschen Volksgruppe gehörten. Da sich die alte Schule für die gewachsene Zahl der Schüler als zu klein erwies, kaufte die Gemeinde im Jahre 1914 von der Familie Koller oberhalb des Hauses Nr. 78 am Übergang zwischen dem Unter- und Oberdorf einen Bauplatz für eine neue Schule mit Lehrerwohnung, in der im selben Jahre der zweiklassige Unterricht aufgenommen wurde. Das alte Schulgebäude wurde danach verkauft und zum Wohngebäude umgestaltet. Mit dem Tod des Küfnermeisters Bayer, zu dessen Kundschaft neben der örtlichen Winzern auch die Propstei Pöltenberg und die Pfarre Klosterbruck gehörten, erlosch in der Gemeinde das Küfnerhandwerk. Während des Ersten Weltkrieges fielen 21 Männer aus Deutsch Konitz.
Nach dem Krieg zerfiel der Vielvölkerstaat Österreich-Ungarn, Deutsch Konitz wurde 1918 Teil der neu gebildeten Republik Deutschösterreich. Anfang 1919 wurde die Gemeinde trotz starker Proteste der deutschen Einwohner Teil der Tschechoslowakischen Republik. Wenig später wurden die deutschsprachigen Orte im Grenzgebiet zur Führung einer tschechischen Inschrift im Gemeindestempel verpflichtet. 1921 wurde der amtliche tschechische Ortsname in Německá Konice geändert. In Deutsch Konitz lebten etwa ein Dutzend tschechische Familien, von denen ca. die Hälfte während des in den Folgejahren einsetzenden Nationalitätenkonflikts das Dorf verließen, während die übrigen sukzessive ihre Nationalität aufgaben. Beim Zensus von 1921 bekannten sich 96,5 (459 Personen) der 481 Einwohner als Deutsche und 3,5 % (13 Personen) als Tschechen; sämtliche Bewohner des Dorfes waren Katholiken. Bei den Wahlen erzielte in den 1920er Jahren der Bund der Landwirte die absolute Mehrheit. Im August 1923 enthüllte die Gemeinde einen Gedenkstein für die Gefallenen des Ersten Weltkrieges. Der Hügel Feuerberg (Skaliska) zwischen Deutsch Konitz  und Poppitz war Ziel von Sonnenwendfeiern der Turnvereine. Außerdem wurde jährlich im Frühjahr durch den Bürgermeister und die Gemeinderäte eine feierliche Kontrolle der Grenzsteine durchgeführt. Im Jahre 1929 erfolgte die Elektrifizierung des Dorfes; dazu nahm die Gemeinde bei der Stadtsparkasse Znaim ein Darlehn von 150.000 Kronen auf, das nach sechs Jahren zurückgezahlt war. Nachdem in den 1930er Jahren im Land die Konflikte zwischen den Nationalitäten zunahmen, gewann auch in Deutsch Konitz die Sudetendeutsche Partei an Einfluss und wurde zur stärksten Kraft im Ort. 1930 lebten in den 119 Häusern der Gemeinde 489 Personen, darunter 471 Deutsche und 13 Tschechen. Mitte der 1930er Jahre entstand im Thayatal eine leichte Bunkerlinie des Tschechoslowakischen Walls, ebenso wurde auch die ca. zehn Kilometer entfernte Grenze zu Österreich befestigt. Nachdem im März 1938 Österreich an das Deutsche Reich angeschlossen worden war, erhöhten sich in der Tschechoslowakei die Befürchtungen eines deutschen Überfalls. Im Spätsommer 1938 erfolgte eine Teilmobilisierung, die Bunkerlinien wurden besetzt. Im Herbst erfolgte die Verlagerung starker Truppen an die Grenze zur Verteidigung des Landes. In Folge des Münchner Abkommens wurde das Dorf am 13. Oktober 1938 von deutschen Truppen besetzt und dem deutschen Landkreis Znaim zugeordnet. Zum Einmarsch schmückte der Deutsch Konitzer Lehrer Karl Kupka, ein Angehöriger der tschechischen Minderheit, zusammen mit zwölf der 80 Schüler heimlich die Schule mit Hakenkreuzfähnchen. Mit dem Anschluss an das Deutsche Reich sah die einheimische Bevölkerung die Kriegsgefahr als gebannt. Die Landwirtschaft erlebte in dieser Zeit einen Aufschwung; die, wie allerorts eingerichtete Bezirkssammelstelle (BAST) für Reichsnahrungsmittel ersparte den Landwirten die Vermarktung ihres Obstes, der Umurken und anderen Gemüses auf dem Znaimer Markt. Mit dem Bau von zwei Villen am Kuhberghang wuchs das Dorf auf 124 Häuser an. 1939 fusionierte Deutsch Konitz mit Poppitz zu einer Gemeinde Waldberg; Deutsch Konitz wurde zum Ortsteil Waldberg-Nord, Poppitz zu Waldberg-Süd. Sitz der Gemeinde war Waldberg-Nord. Da der Bürgermeister Angerbauer die gewachsenen Verwaltungsaufgaben alleine nicht mehr bewältigen konnte, wurde ihm mit Ignaz Noisser ein Gemeindesekretär zur Seite gestellt. Die ohne Beteiligung der Einwohner erfolgte Umbenennung löste allerhand Missverständnisse aus, da angenommen wurde, dass diese mit der Eingliederung ins Deutsche Reich vereinbart worden wäre. Tatsächlich initiiert wurden die Phantasienamen mehrerer Gemeindefusionen vom Znaimer Landrat Alfred Kottek. Auf Beschluss der Gemeinde mussten die tschechischen Altsiedler Jan Lichý und Jan Nechvátal das Dorf verlassen; der tschechische Pfarrer Zikmund Sudík wurde der Veruntreuung von Kircheneigentum beschuldigt, seines Amtes enthoben und in ein Konzentrationslager verbracht. Zum Ende des Zweiten Weltkrieges zogen 49 Männer aus Waldberg zusammen mit dem Bürgermeister Angerbauer an die Front. Am 8. Mai 1945 nahm die Rote Armee das Dorf ein. Dabei kam es zu Exzessen durch betrunkene Rotarmisten, die das Dorf plünderten und brandschatzten sowie Frauen jeglichen Alters zum Freiwild ihrer sexuellen Gelüste machten. Anschließend folgten jugendliche Schläger, die sich selbst als tschechische Partisanen bezeichneten. Durch die Rotarmisten wurde zunächst sämtliches Vieh konfisziert.
Německá Konice kam nach dem Ende des Krieges zur Tschechoslowakei zurück und bildete wieder eine Gemeinde im Okres Znojmo; der Zusammenschluss Waldberg wurde aufgehoben. In den Häusern des Dorfes wurden Tschechen, die zumeist aus der Mährischen Slowakei stammten, einquartiert. Diesen wurde im Juli 1945 die Häuser und das Land der deutschen Bewohner übertragen. Ein Teil der deutschen Bewohner war zu dieser Zeit über die Grenze nach Österreich geflohen. Am 11. Juni 1945 wurden u. a. der ehemalige Bürgermeister Rudolf Meister, der Gemeindesekretär Noisser, der Schmiedemeister Ruppert Till und der Lehrer Kupka verhaftet und im Gefängnis des Bezirksgerichts Znojmo gefoltert; später wurden sie ins Arbeitslager Znojmo-Mansberk verbracht. Die Ortschronik sowie die amtlichen Dokumente der Gemeinde gingen in dieser Zeit verloren. Die verbliebenen deutschen Bewohner wurden als Hilfsarbeiter auf den Feldern eingesetzt, nach Beendigung der Ernte wurden sie mit max. 25 Kilo Gepäck nach Deutschland vertrieben. Am 16. Oktober 1945 wurde der deutsche Kriegsinvalide Engelbert Schmidl im Dorf durch einen Tschechen, der im Nachhinein auch als Kirchenräuber überführt wurde, erschossen. Der größte Teil der neuen tschechischen Bewohner war lediglich mit Bereicherungsabsicht nach Německá Konice gekommen; sie plünderten die ihnen zugewiesenen Häuser aus und verschwanden später wieder. 1946 schlug das Innenministerium der Verwaltungskommission von Německá Konice die Umbenennung der Gemeinde in Třešňov vor, dieser Vorschlag fand jedoch keinen Anklang. Der als anstößig empfundene Ortsname wurde im Stempel auf N. Konice verkürzt und vorübergehend in Nové Konice umgewandelt. Bei den ersten Kommunalwahlen nach dem Krieg stimmten bereits im Jahre 1946 169 der 203 Wähler für die KSČ, anstelle der Verwaltungskommission wurde ein Örtlicher Nationalausschuss (MNV) gewählt. Im August 1946 wurden die letzten deutschen Bewohner aus Německá Konice vertrieben. Ende 1947 wurde die Gemeinde Německá Konice offiziell in Konice u Znojma umbenannt. Im selben Jahre wurden der Turnverein Sokol Konice, ebenso eine neue Feuerwehr gegründet. Nach dem Februarumsturz von 1948 änderte sich in Konice u Znojma wenig, da die Bewohner des Dorfes schon zuvor mit den Kommunisten sympathisierten. Auf dem Friedhof wurden die deutschen Gräber eingeebnet, um "Platz für neue Begräbnisse zu schaffen". Einige der alten Grabsteine wurden umgearbeitet und auf Gräbern von Tschechen wiederverwendet. Zugleich wurden deutsche Inschriften an Bildstöcken um Konice u Znojma entfernt, um die deutsche Geschichte des Ortes zu tilgen. In dieser Zeit verwahrloste Konice u Znojma zunehmend. Um das Dorf bildeten sich wilde Müllkippen, Obstbäume wurden abgeholzt und verfeuert, Felder blieben unbewirtschaftet, um die Gemeindebrunnen kümmerte sich niemand. 1950 wurden die Bauern kollektiviert, den Vorsitz bei der JZD übernahm Emanuel Suchánek. Zwei Jahre später übertrug der MNV sämtliche Gemeindewälder an den Staatsforst. Im Laufe der Zeit wurde noch ein Teil der Felder aufgegeben und aufgeforstet. 1954 entstand ein neues Spritzenhaus. 1958 begann der Bau eines Kulturhauses mit Gastwirtschaft, Tanzsaal und Kegelbahn. Nach dessen Fertigstellung zog auch das Büro des MNV in das Gebäude. Im Jahre 1960 wurde Popice eingemeindet. Zur selben Zeit erfolgte auch der Zusammenschluss der JZD Konice u Znojma und Popice. Der Ortsteil Konice u Znojma  hatte 1961 337 Einwohner. In den 1960er Jahren wurde das am Friedhofsweg zwischen dem Haus Nr. 88 und Weinkellern gelegene Brucker Tor (Lucke) abgebrochen, da es zum Hindernis für moderne landwirtschaftliche Maschinen geworden war. Der Dorfbach wurde in den 1960er Jahren von der Quelle an verrohrt und die alten Steinbrücken abgebrochen; 1967 wurde schließlich der Teich gegenüber der Schule verfüllt. Dies hatte zur Folge, dass der Bachlauf unterhalb des Dorfes bis Nový Šaldorf austrocknete und teilweise mit Schutt und Abfall zugeschüttet wurde. Die JZD ließ die Felder zusammenlegen, Feldwege unterpflügen und die Bildstöcke beseitigen. Die kleinen Feldstücke und Obstgärten in unmittelbarer Ortsnähe wurden sukzessive mit Wein bepflanzt. Dadurch ging der ursprüngliche abwechslungsreiche Charakter der Fluren von Konice u Znojma verloren; an den Hängen um das Dorf erstreckte sich nun ein ausgedehnter Weinberg und in der Ebene riesige Felder. Durch den Bau neuer Siedlungshäuser, die wegen ihrer einförmigen Gestaltung von den Einheimischen als "Krabice" bespöttelt wurden, veränderte sich zu Beginn der 1970er Jahre das bis dahin gewahrte historische Ortsbild wesentlich.
Mit dem Bau der Thayatalsperre Znojmo erfolgte ab 1962 im Rabensteintal der Abriss des Wasserkraftwerkes Trauznický mlýn und des Hotels "Pod Obří hlavou", früher "Rabštejn" genannt; außerdem wurde das Znaimer Schwimmbad aufgelöst. 1966 wurde das Rabensteintal überflutet. Als in den 1970er Jahren Pläne bekannt wurden, im Profil der Felswand "Býčí skála" gegenüber dem "Sealsfieldův kámen" einen weiteren großen Staudamm zu errichten, mit dem das gesamte Thayatal bis nach Hardegg geflutet werden sollte, verhinderte insbesondere die österreichische "Bürgerinitiative zur Erhaltung des Thayatales" das Projekt.
1977 lebten in der Gemeinde (einschließlich des Ortsteils Popice) 543 Personen. Um der Überalterung in der Gemeinde entgegenzuwirken und jungen Familien Wohnraum zu bieten, entstanden im selben Jahr hinter der Schule Mietwohnungen; außerdem wurden am Weg nach Popice und am Kuhberghang neue Einfamilienhäuser errichtet. An der Eisenbahnstrecke wurde 1978 ein neuer 18 m tiefer Brunnen zur Wasserversorgung der Gemeinde abgeteuft. Außerdem wurden die Häuser der Gemeinde fortlaufend neu nummeriert; die Häuser in Popice erhielten die Hausnummern 1–61 und die in Konice u Znojma  die Nrn. 62–165. Am 1. Juli 1980 erfolgte die Eingemeindung nach Znojmo; danach wurde in beiden Orten die ursprüngliche Hausnummerierung wiederhergestellt, zugleich erhielt der Ortsteil den neuen Namen Konice. Der alte Brucker Weg wurde in den 1980er Jahren im Zuge von Meliorationsarbeiten zerstört und umgepflügt. 1985 erfolgte die Umgestaltung des nach dem Ende des Zweiten Weltkrieges verwüsteten Kriegerdenkmals zum Gedenkstein für die Befreiung des Dorfes durch die Rote Armee. 1998 wurde Konice an die Gasversorgung angeschlossen. Im Jahre 2002 erhielt der Ortsteil einen Anschluss an die Znaimer Kanalisation. Im Jahre 1991 hatte Konice 358 Einwohner. Beim Zensus von 2001 bestand der Ort aus 111 Wohnhäusern, in denen 354 Menschen lebten. Insgesamt gibt es in Konice 143 Adressen.

## Bürgermeister
- 1864–1882: Leopold Mahr
- 1882–1898: Mathias Bayer
- 1898–1911: Johann Meister
- 1911–1924: Leonhard Buschek
- 1924–1928: Josef Bayer
- 1928–1932: Rudolf Meister
- 1932–1938: Josef Bayer
- 1938–1945: Franz Angerbauer
- 1945–1946: František Štambera (Verwaltungskommissar)
- 1946–1949: Emanuel Suchánek  (Vorsitzender des MNV)
- 1949–1954: Rudolf Dusík (Vorsitzender des MNV)
- 1954–1960: Josef Svoboda (Vorsitzender des MNV)
- 1960–1964: Emil Vecheta (Vorsitzender des MNV)
- 1964–1972: Emanuel Suchánek  (Vorsitzender des MNV)
- 1972–1980: Karel Poláček (Vorsitzender des MNV)

## Ortsgliederung
Zu Konice gehört die Wüstung Trauznický Mlýn (Trausnitzer Mühle).

## Sehenswürdigkeiten
- Neogotische Kirche Jakobus des Älteren, errichtet 1908–1909 anstelle eines Vorgängerbaus aus dem Jahre 1811. In der Kirche befindet sich eine Kopie des 1869 der Wallfahrtskirche Maria Trost in Dobrá Voda gestifteten und im Original nicht erhaltenen Bildes vom Deutsch Konitzer Ortsbrand. In den Jahren 1997–1999 wurde die Kirche saniert.
- Kapelle des hl. Johannes von Nepomuk, erbaut 1774 vor dem Haus Nr. 5
- Statue des hl. Florian
- Statue des hl. Antonius von Padua
- Pfarrhaus, erbaut 1902 anstelle eines barocken Vorgängerbaus aus dem Jahre 1763
- Grundschule, errichtet 1914
- Gedenkstein für die Gefallenen des Ersten Weltkrieges, enthüllt 1923. Das nach dem Zweiten Weltkrieg verwüstete Denkmal wurde 1985 zum Gedenkstein für die Rote Armee umgestaltet.
- Naturdenkmal Pustý kopec u Konic, der Hügel wurde 1956 unter Schutz gestellt
- Tief eingeschnittenes Rabensteintal der Thaya mit Felswänden und dem Stausee Znojmo
- Tal Trauznické údolí
- Sealsfieldův kámen, die Felswald mit Aussicht über das 150 m tiefe Thayatal wurde im Jahre 1900 von der Sektion Znaim des Österreichischen Touristenklubs touristisch erschlossen. Gegenüber liegen der Altan Králův stolec und die Felswand Býčí skála

## Persönlichkeiten

### Söhne und Töchter des Ortes
- Gottfried Fitzinger (1801–1857), Direktor des Löwenburgschen Konviktes in Wien

### In Konice lebten und wirkten
- Prokop Diviš, der Prämonstratenser-Chorherr hielt zwischen 1730 und 1732 die Gottesdienste in Konice und führte die Kirchenbücher